# Iva Čuvalo
Iva Čuvalo (Zagreb, 16. studenoga 1970.) je hrvatska pjesnikinja. 
Najmlađe dijete Kamila Čuvala i sestra Ravena Čuvala.
Bila je novinarka i urednica u Listu mladih MI (1989. – 1994.).

## Djela
- Rasanjene ptice, 1994. (izabrao Mato Marčinko, ilustrirao Mladen Dolovski), Hrvatsko književno društvo sv. Jeronima
- GRLITI NEBO, 2019. (urednik Vladimir Lončarević, likovni prilozi Želimir Ivanović), Glas Koncila[3]

Objavljivala je u Maruliću, Danici, Kršnom zavičaju, Listu mladih MI te različitim revijama, zbornicima i listovima kao što su Hrvatska revija, Hrvatski kalendar, Ognjište, Majka, Sveta božićna noć, Hrvatski list, Tomislav, Politički zatvorenik, Crkva u malom i drugima. 
Njene je pjesme na slovenski preveo Martin Silvester te ih u više navrata objavio na Radio Sloveniji i u časopisima Oznanjenje, Mladika i Družinska pratika.

## Antologije i zbornici
Antologije u kojima su joj uvrštene pjesme:
- Pod nebom Bleiburga: antologija hrvatskog pjesništva o Bleiburgu, (prir. Vinko Grubišić, Krešimir Šego), 1998.
- U sjeni transcedencije: antologija hrvatskoga duhovnoga pjesništva od Matoša do danas, 2., izmijenjeno i dopunjeno izd,(prir. Božidar Petrač, Neven Jurica), 1999.
- Hrvatska božićna lirika: od Kranjčevića do danas (prir. Božidar Petrač), 2000.
- Hrvatska uskrsna lirika: od Kranjčevića do danas (prir. Božidar Petrač), 2001.
- Krist u hrvatskom pjesništvu: od Jurja Šižgorića do naših dana: antologija duhovne poezije (izbor i prir. Vladimir Lončarević), 2007.
- Hvaljen budi, Gospodine moj: sveti Franjo u hrvatskom pjesništvu (prir. Vladimir Lončarević, Božidar Petrač, Nevenka Videk, 2009.
- Kruh i vino: zbornik suvremene hrvatske duhovne poezije, (prir. Josip Sanko Rabar), 2009.
- Križni put: u stihovima hrvatskih pjesnika XX. stoljeća (izabrao i uredio Vladimir Lončarević, ilustrirao Josip Botteri Dini), 2010.

Knjige u kojima su joj uvrštene pjesme:
- Svećenici mučenici – svjedoci komunističkog progona, (prir. Augustin Franić), 1996.
- U viteza krunica I–V Zagreb u hrvatskom obrambenom i osloboditeljskom Domovinskom ratu: spomenica životima darovanim idealu hrvatske države (prir. Gordana Turić), 2009.
- Božićna nadahnuća: izbor božićnih tekstova s metodičkom obradom, (prir. Jasna Šego, Iva Popovački), 2009.